# Superpuchar Białorusi w piłce siatkowej mężczyzn (2020/2021)
Superpuchar Białorusi w piłce siatkowej mężczyzn 2021 – czwarta edycja rozgrywek o Superpuchar Białorusi zorganizowana przez Białoruski Związek Piłki Siatkowej, rozegrana 20 lutego 2021 roku w Pałacu Sportu "Uruczje" w Mińsku. W meczu o Superpuchar udział wzięły dwa kluby: mistrz i zdobywca Pucharu Białorusi w sezonie 2019/2020 – Szachcior Soligorsk oraz finalista Pucharu Białorusi 2019 – Stroitiel Mińsk.
Po raz trzeci zdobywcą Superpucharu Białorusi został klub Szachcior Soligorsk. Najlepszym zawodnikiem spotkania wybrany został Białorusin Uładzisłau Babkiewicz.

## Drużyny uczestniczące
| Drużyna             | Osiągnięcia w sezonie 2019/2020          |
| ------------------- | ---------------------------------------- |
| Szachcior Soligorsk | mistrzostwo i zdobycie Pucharu Białorusi |
| Stroitiel Mińsk     | finał Pucharu Białorusi                  |

## Mecz
Sobota, 20 lutego 2021 – 15:00 (UTC+3) • Pałac Sportu "Uruczje", Mińsk
Widzów: 300
Czas trwania meczu: 124 minuty
Sędziowie: Kanstancin Asipczyk i Arciom Sukała
| Stroitiel Mińsk         | 1:3                                 | Szachcior Soligorsk          |
| Siarhiej Akulicz 31 pkt | (25:19, 23:25, 29:31, 21:25) raport | Uładzisłau Babkiewicz 33 pkt |

| Poz.                  | Nr | Zawodnik                | 1        | 2           | 3           | 4          | 5 | Pkt |
| --------------------- | -- | ----------------------- | -------- | ----------- | ----------- | ---------- | - | --- |
| P                     | 4  | Siarhiej Antanowicz     | 7 cztery | 7 cztery    | 7 cztery    | 4 pusty    |   | 2   |
| A                     | 6  | Siarhiej Akulicz        | 6 trzy   | 6 trzy      | 6 trzy      | 8 pięć     |   | 31  |
| R                     | 15 | Kanstancin Ciuszkiewicz | 9 sześć  | 9 sześć     | 9 sześć     | 5 dwa      |   | 7   |
| P                     | 17 | Iłla Marazou            | 4 jeden  | 4 jeden     | 4 jeden     | 9 sześć    |   | 6   |
| Ś                     | 18 | Wadzim Prańko           | 5 dwa    | 5 dwa       | 5 dwa       | 4 pusty    |   | 5   |
| Ś                     | 19 | Kanstancin Panasienko   | 8 pięć   | 8 pięć      | 8 pięć      | 4 pusty    |   | 4   |
| L                     | 20 | Maksim Budziuchin       | L        | L           | L           | L          |   |     |
| Zmiany                |    |                         |          |             |             |            |   |     |
| P                     | 2  | Pawieł Audoczanka       |          | 15 zmiana6  | 26 zmiana17 | 6 trzy     |   | 7   |
| Ś                     | 7  | Raman Pasawiec          |          |             | 28 zmiana19 | 4 jeden    |   | 1   |
| Ś                     | 8  | Alaksiej Kamar          |          | 28 zmiana19 | 27 zmiana18 | 7 cztery   |   | 8   |
| P                     | 9  | Anton Sinhajeuski       |          | 13 zmiana4  | 13 zmiana4  | 11 zmiana2 |   |     |
| Nie weszli na boisko  |    |                         |          |             |             |            |   |     |
| L                     | 3  | Iłla Łapata             |          |             |             | 4 pusty    |   |     |
| Ś                     | 10 | Piotr Miniankou         |          |             |             | 4 pusty    |   |     |
| R                     | 11 | Jauhien Katou           |          |             |             | 4 pusty    |   |     |
| Trener                |    |                         |          |             |             |            |   |     |
| Alaksandr Sinhajeuski |    |                         |          |             |             |            |   |     |

| Poz.                 | Nr | Zawodnik               | 1           | 2           | 3           | 4           | 5 | Pkt |
| -------------------- | -- | ---------------------- | ----------- | ----------- | ----------- | ----------- | - | --- |
| A                    | 6  | Uładzisłau Babkiewicz  | 8 pięć      | 8 pięć      | 7 cztery    | 8 pięć      |   | 33  |
| Ś                    | 13 | Iłla Burau             | 4 jeden     | 4 jeden     | 6 trzy      | 4 jeden     |   | 3   |
| P                    | 14 | Andriej Marczenko      | 6 trzy      | 6 trzy      | 5 dwa       | 6 trzy      |   | 9   |
| Ś                    | 18 | Maksim Szkredau        | 7 cztery    | 7 cztery    | 9 sześć     | 17 zmiana8  |   | 2   |
| R                    | 21 | Alaksiej Kurasz        | 5 dwa       | 5 dwa       | 4 jeden     | 5 dwa       |   | 3   |
| P                    | 24 | Maksim Bahatka         | 9 sześć     |             | 23 zmiana14 | 30 zmiana21 |   | 5   |
| L                    | 10 | Uładzisłau Drapczynski | L           | L           | L           | L           |   |     |
| Zmiany               |    |                        |             |             |             |             |   |     |
| P                    | 1  | Andrej Radziuk         | 33 zmiana24 | 9 sześć     | 8 pięć      | 9 sześć     |   | 8   |
| Ś                    | 8  | Wiaczasłau Szmat       | 27 zmiana18 |             | 27 zmiana18 | 7 cztery    |   | 4   |
| Ś                    | 11 | Uładzisłau Łoszakou    |             | 30 zmiana21 | 30 zmiana21 | 4 pusty     |   |     |
| Nie weszli na boisko |    |                        |             |             |             |             |   |     |
| R                    | 9  | Iłla Hanczaruk         |             |             |             | 4 pusty     |   |     |
| A                    | 15 | Ryhor Juszczuk         |             |             |             | 4 pusty     |   |     |
| R                    | 16 | Dzmitryj Wasz          |             |             |             | 4 pusty     |   |     |
| L                    | 20 | Jauhien Hrecki         |             |             |             | 4 pusty     |   |     |
| Trener               |    |                        |             |             |             |             |   |     |
| Wiktar Bieksza       |    |                        |             |             |             |             |   |     |

## Statystyki meczowe
| STR | STATYSTYKI        | SZA |
| 98  | MAŁE PUNKTY       | 100 |
| 55  | ATAK              | 52  |
| 12  | BLOK              | 9   |
| 4   | SERWIS            | 6   |
| 27  | BŁĘDY PRZECIWNIKA | 33  |

## Wyjściowe ustawienie drużyn
| Marazou Prańko Akulicz Antanowicz Panasienko Ciuszkiewicz Budziuchin Burau Kurasz Marczenko Szkredau Babkiewicz Bahatka Drapczynski |